# Svenska Bankföreningen
Svenska Bankföreningen är en branschorganisation för banker i Sverige. Föreningen har svenska banker, samt i vissa fall deras finans- och hypoteksbolag, samt utländska banker med filial i landet som medlemmar. Bankföreningen agerar som en intresseorganisation och företräder sina medlemmar gentemot myndigheter och organisationer både nationellt och internationellt.
Man ger bland annat de årligen utkommande publikationerna Banker i Sverige  och Bank- och finansstatistik.

## Historia
I november 1879 sammanträffade representanter för 24 av de enskilda bankerna i Sverige och beslut fattades om att inrätta ett syndikat i Stockholm med årliga sammanträden mellan medlemmarna. En kommitté fick i uppdrag att utarbeta närmare förslag till reglemente och den 6 april 1880 bildades De Enskilda Bankernas Syndikat. År 1910 genomgick syndikatet en grundlig omorganisation och Svenska Bankföreningen bildades med ett fast sekretariat.
Bankföreningen var fram till mitten av 1980-talet en branschorganisation uteslutande för svenska affärsbanker. År 1986 öppnades föreningen för utländska banker och ett tiotal anslöt sig det året. Under 1991 inträdde de bankägda finansbolagen som medlemmar i föreningen och de bankägda bostadsinstituten kom med 1992.

## Medlemmar
- Avanza Bank
- BNP Paribas SA/NV Bankfilial Sverige
- Citibank Europe plc, Sverige (filial)
- Crédit Agricole (filial)
- Danske Bank Sverige (filial)
- Danske Hypotek
- Deutsche Bank (filial)
- DNB (filial)
- Ecster
- Enity Bank Group
- EP Bank
- Handelsbanken
- Handelsbanken Finans
- ICA Banken
- Ikano Bank
- Landshypotek Bank
- Lån & Spar Bank
- Länsförsäkringar Bank
- Länsförsäkringar Finans
- Länsförsäkringar Hypotek
- Marginalen Bank
- MedMera Bank
- Noba Bank Group
- Nordea Bank
- Nordea Finans
- Nordea Hypotek
- Nordnet Bank
- Norion Bank
- OK-Q8 Bank
- Resurs Bank
- Santander Consumer Bank (filial)
- SBAB Bank
- SCBC, Sveriges Säkerställda Obligationer
- SEB
- SEB Kort Bank
- Skandiabanken
- Stadshypotek
- Svea Bank
- Swedbank
- Swedbank Hypotek
- Ziklo Bank
- Ålandsbanken (filial)